# Benevento
För andra betydelser, se Benevento (olika betydelser).
Benevento är en stad i den italienska regionen Kampanien, provinsen Benevento, 50 kilometer nordöst om Neapel. Kommunen hade 59 789 invånare (2017). Staden är sedan 969 ett ärkebiskopssäte i katolska kyrkan.
Benevento ligger vid sammanflödet av floderna Sabato och Calore. Näst Rom är Benevento Italiens rikaste stad på fornlämningar. Där finns bland annat en triumfbåge från år 114 (Trajanus triumfbåge), numera stadsport under namnet "Gyllene porten". Beneventos slott, Rocca dei Rettori, påbörjades av langobarderna 871; i slottsparken finns lämningar från antiken. Påve Paulus V:s residens Palazzo di Paolo V är ytterligare en av stadens sevärdheter. Mitt i staden ligger Piazza Papiniano.
Benevento var ursprungligen en gammalsamnitisk stad, enligt legenden anlagd av Diomedes från Argos efter trojanska kriget. Den kallades, med anledning av sin osunda luft, Maleventum. Detta namn förändrades av romarna till Beneventum, efter den seger som konsuln Manius Curius Dentatus vann där över kung Pyrrhus (275 f.Kr.). Grammatikern Orbilius föddes i Benevento. Vid de gotiska krigen intogs staden av Totila.
Den langobardiske kungen Autari gav det erövrade Samnium 589 såsom hertigdöme åt Zotto, som sålunda blev den förste hertigen av Benevento. Hertigdömet Benevento överlevde det langobardiska rikets fall och bevarade sin självständighet mot frankerna ända till 808. 1047 erövrades hertigdömet Benevento av normanderna, dock med undantag av staden Benevento, som av kejsar Henrik III år 1053 gavs åt påven Leo IX och som kvarblev till 1861 under Kyrkostaten med undantag av större delen 1400-talet, då det tillhörde kungariket Neapel, och 1806-1815, då det var furstendöme åt franske statsmannen Charles Maurice de Talleyrand. 1861 införlivades Benevento med kungariket Italien.
På 1000- och 1100-talen hölls fyra kyrkomöten i Benevento. 26 februari 1266 stupade Manfred av Sicilien vid Benevento i slaget vid Benevento mot Karl I av Neapel.

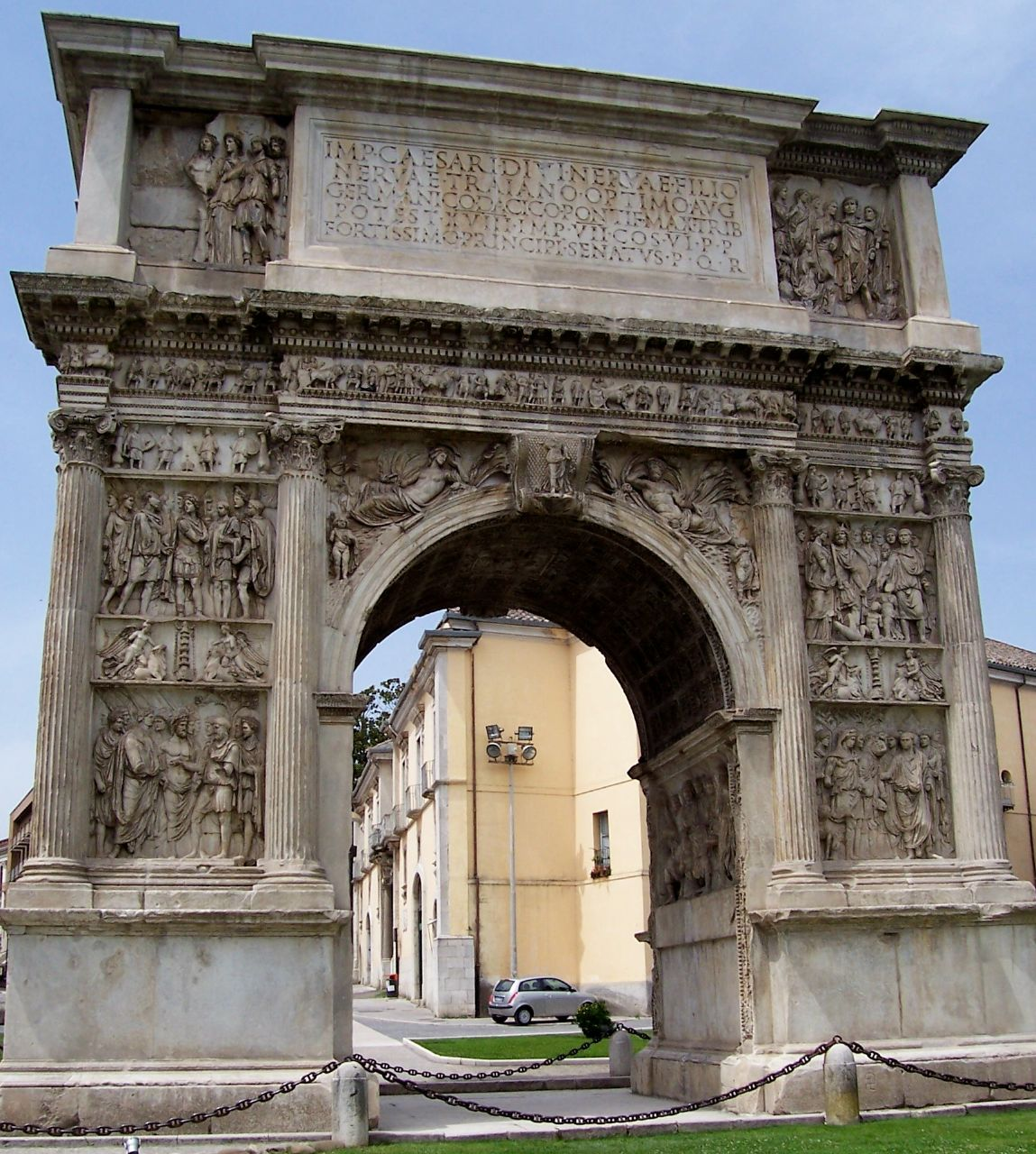
Trajanus triumfbåge, från nordsidan
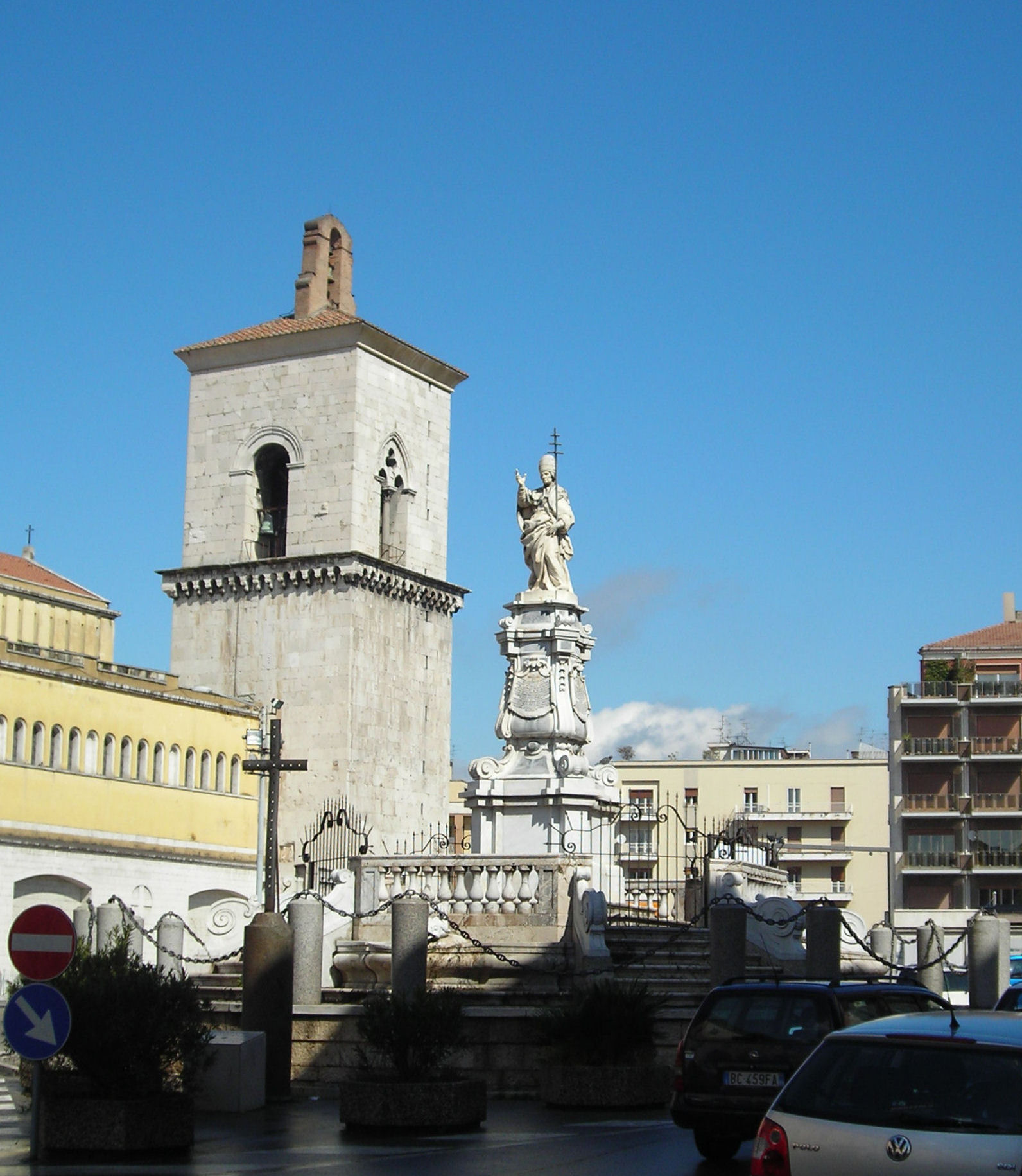
Orsinifontänen vid katedralen
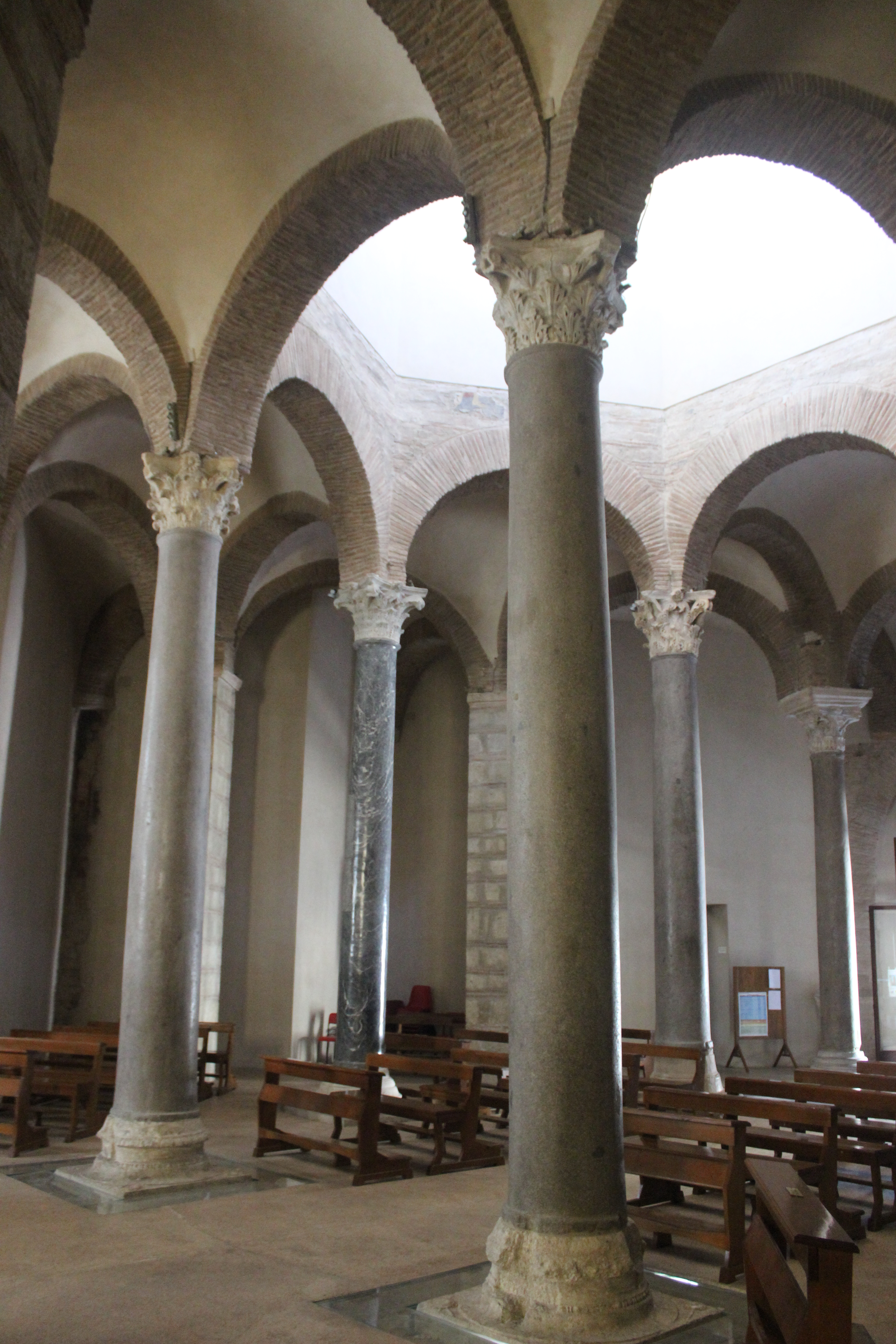
700-tals langobardska kyrka Santa Sofia

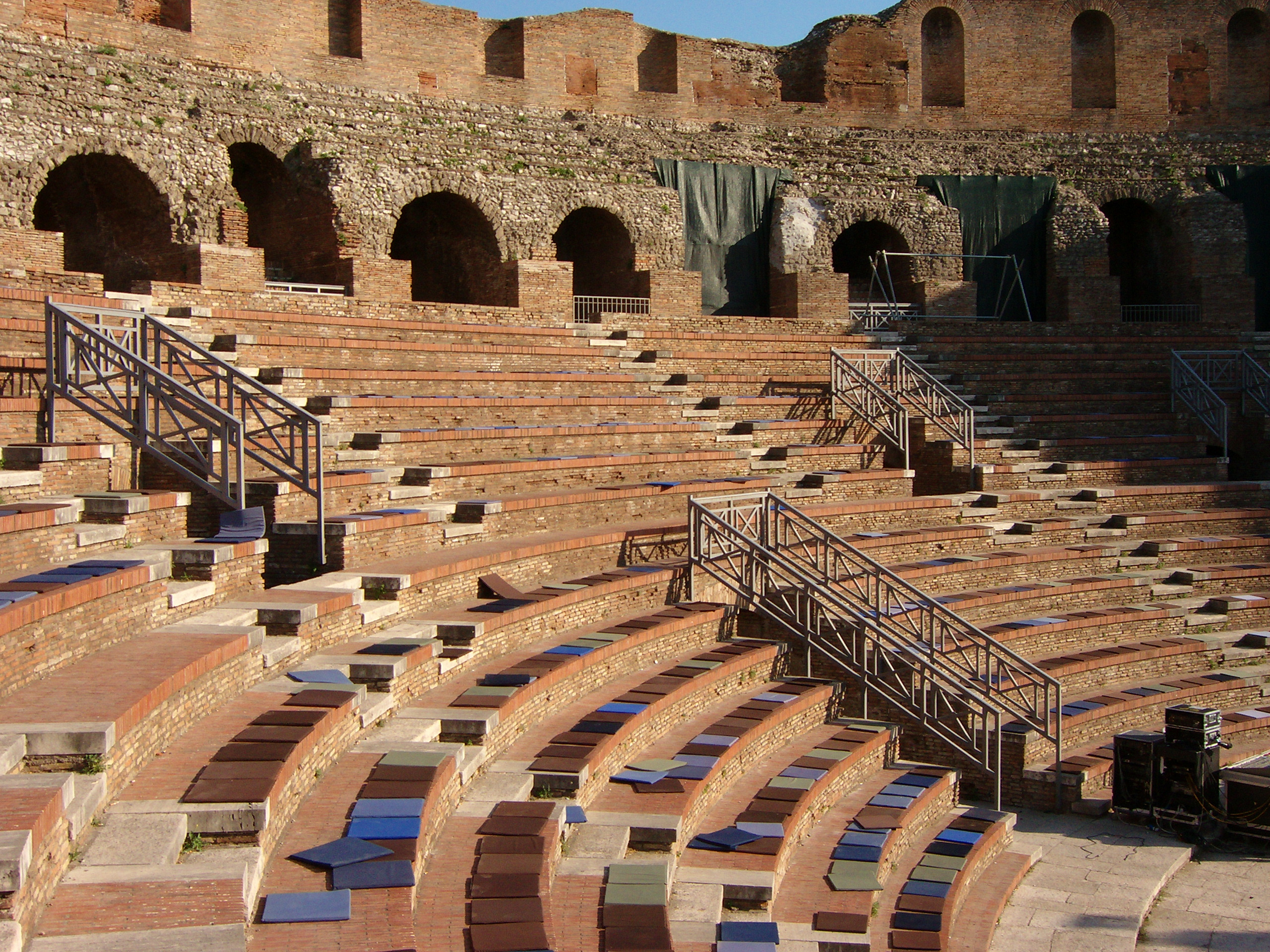
Den romerska teatern
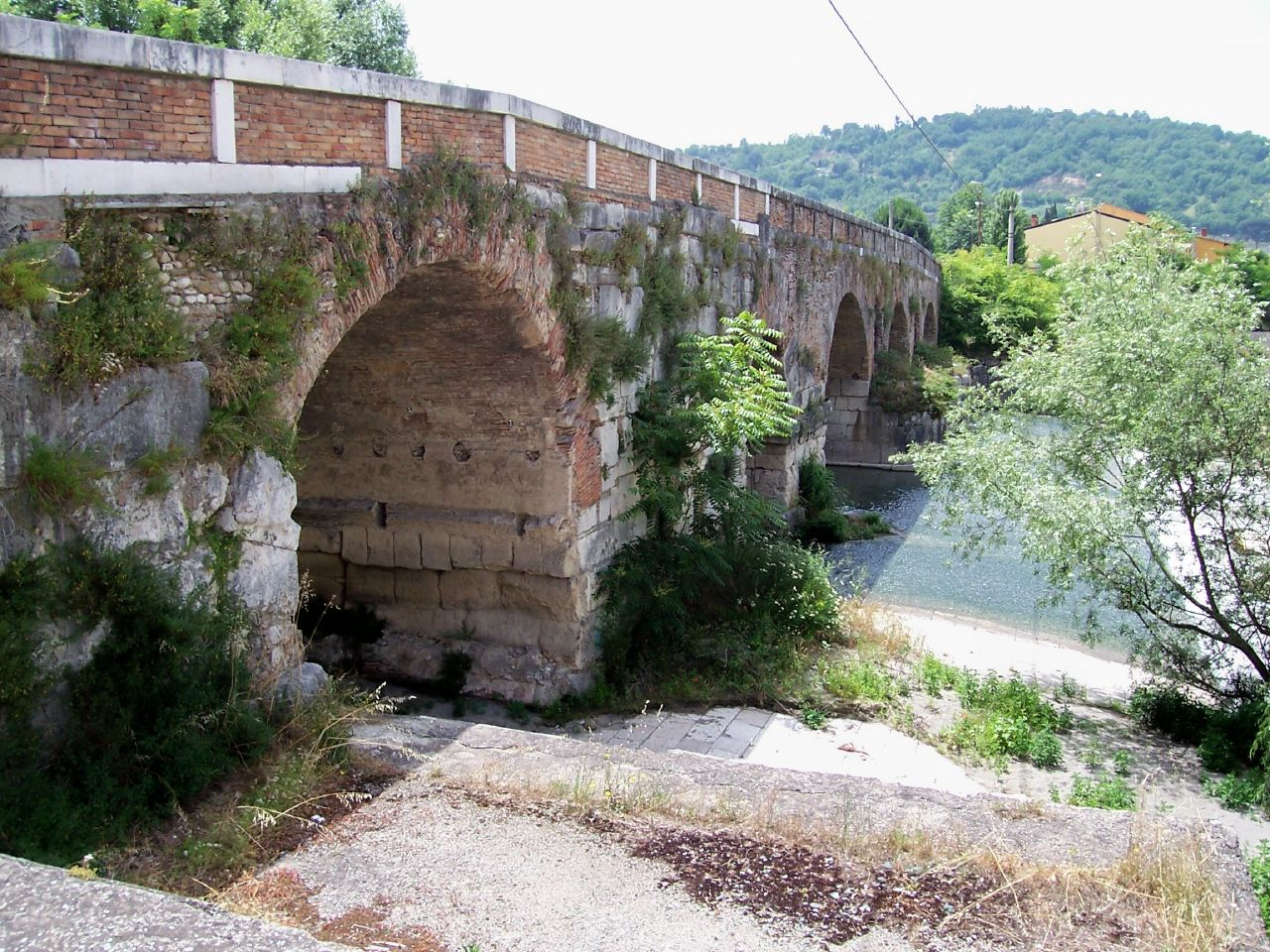
Ponte Leproso
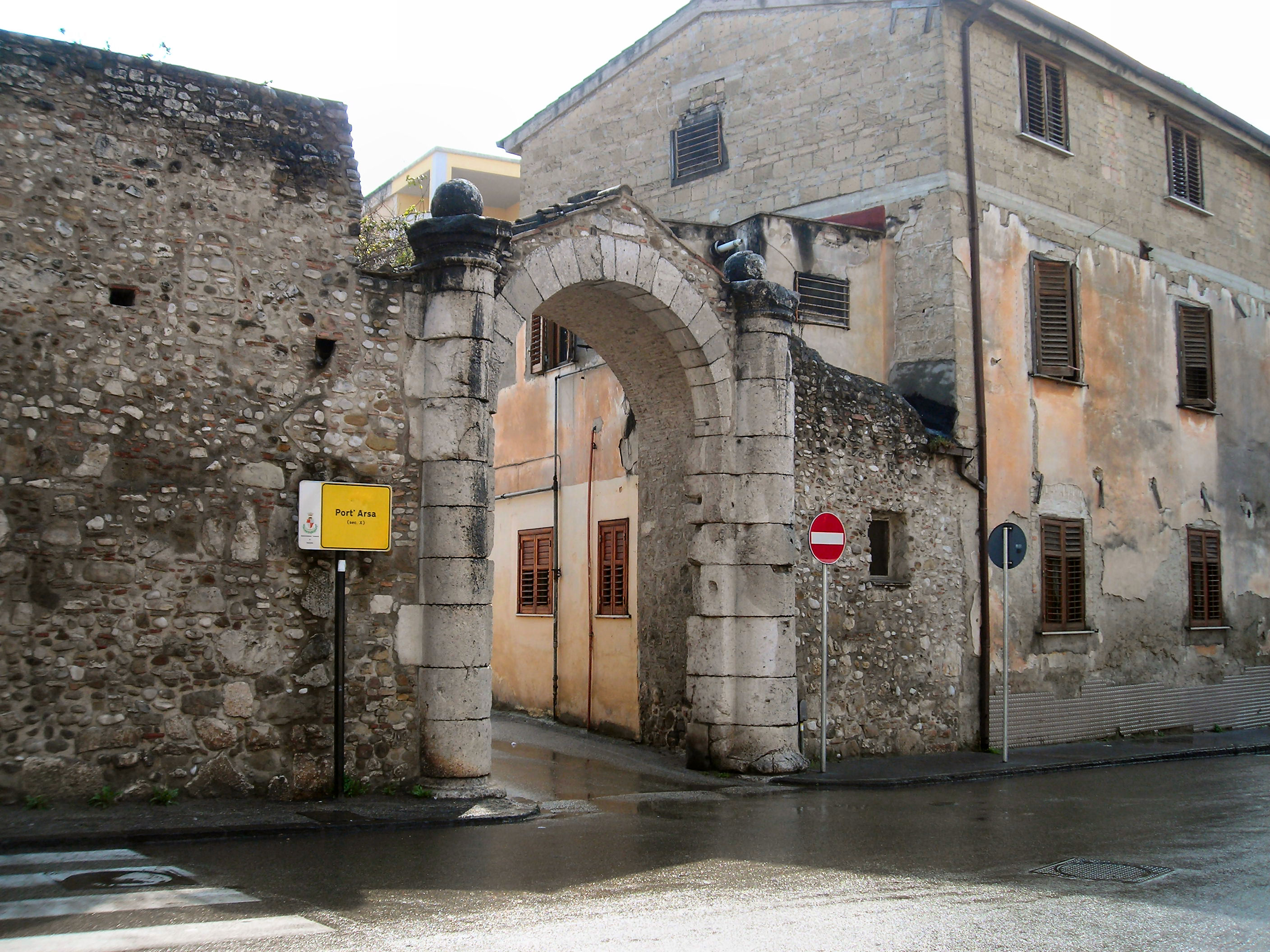
Port'Arsa vid den langobardiska stadsmuren

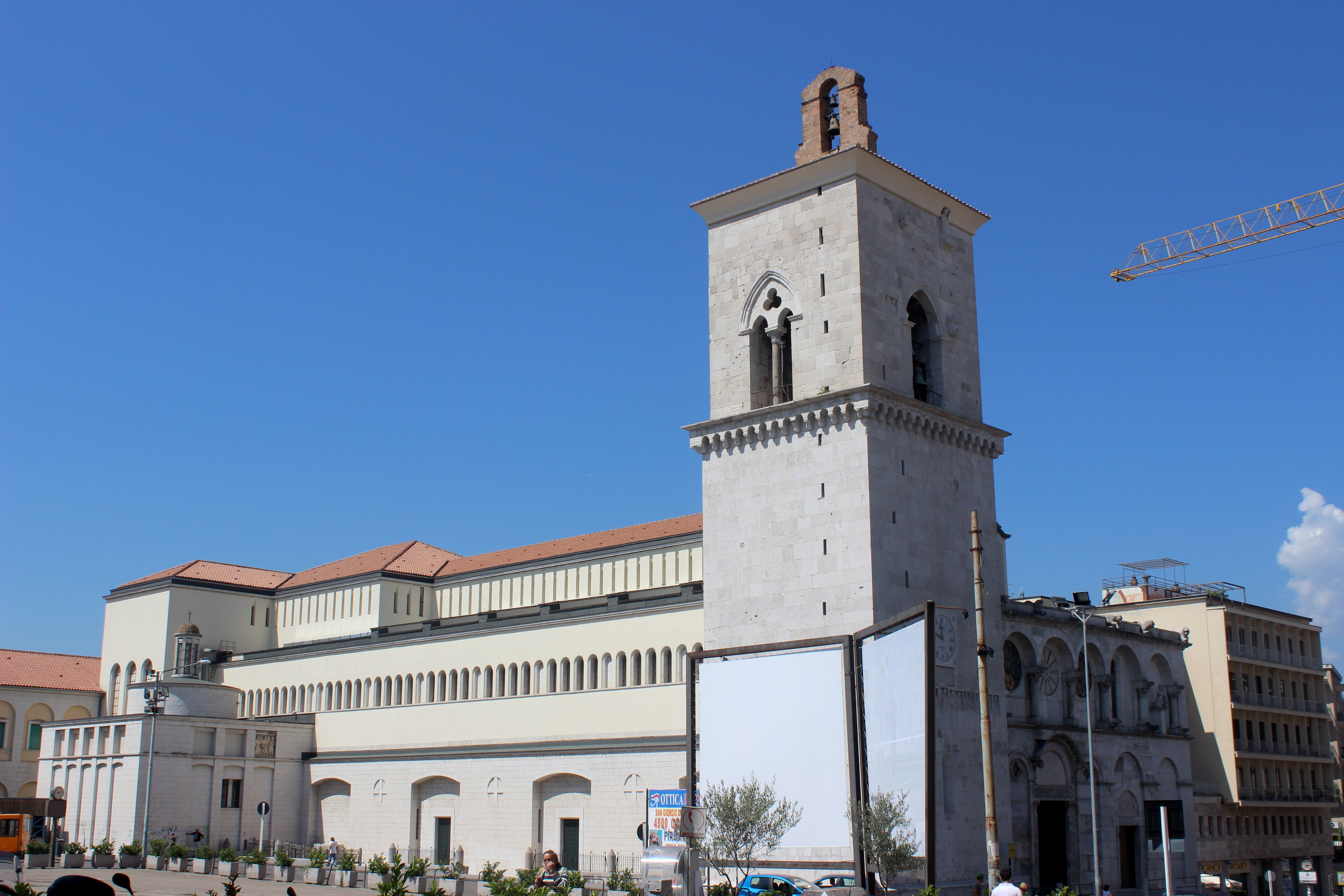
Efter bombardemang av 1944 domens skeppet är ny.
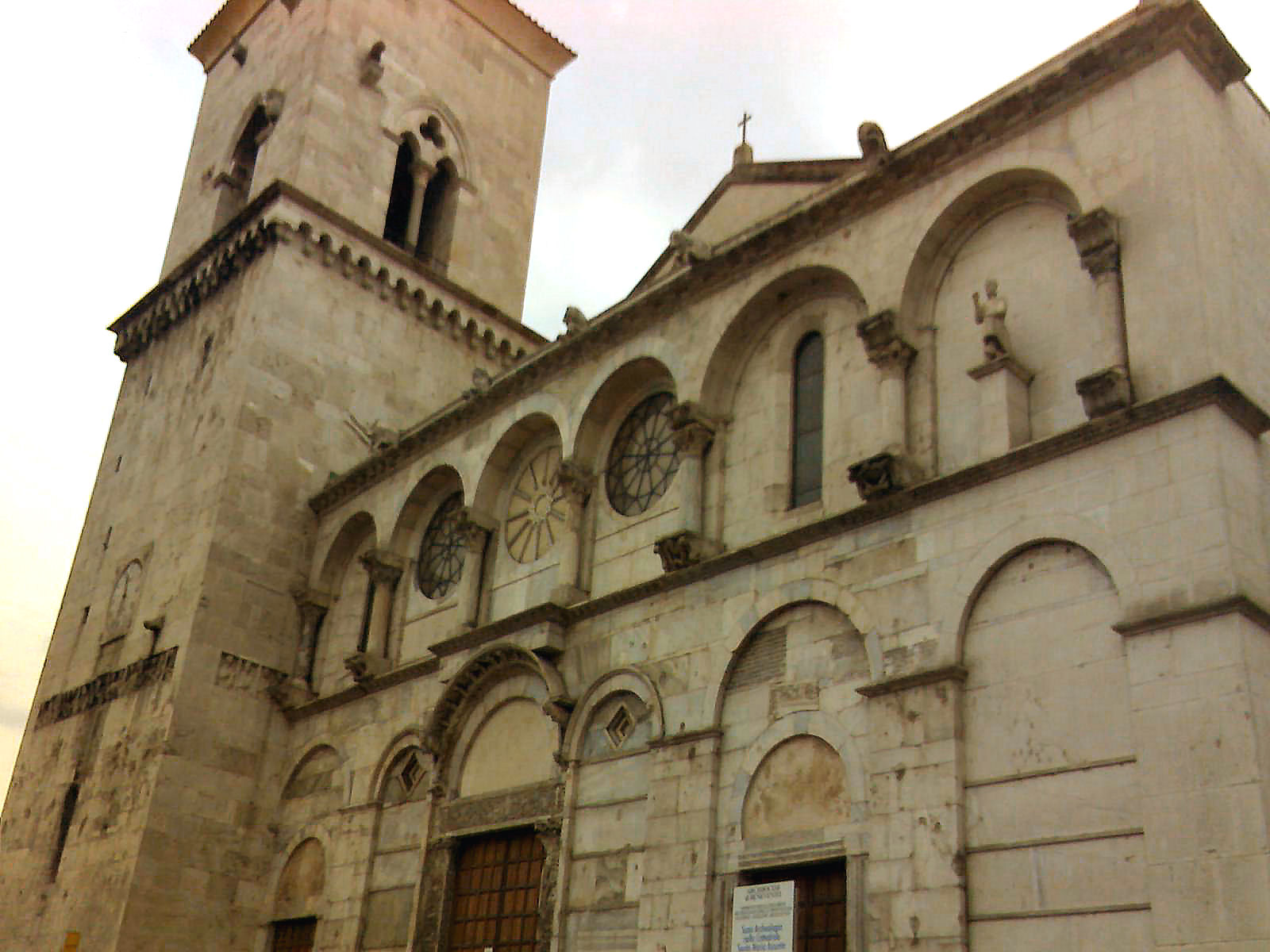
Domens fasad är rekonstruktionen.
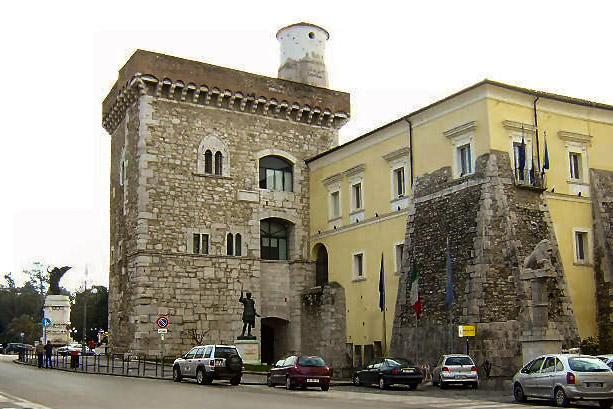
Rocca dei Rettori